# Georges Simenon
Georges Joseph Christian Simenon (n. 13 februarie 1903, Liège, Valonia, Belgia – d. 4 septembrie 1989, Lausanne, cantonul Vaud, Elveția) a fost un scriitor belgian prolific, care a publicat o sută nouăzeci și două de romane, o sută cincizeci și opt de povestiri și numeroase articole și rapoarte. Este cunoscut pentru crearea comisarului Maigret, personajul principal al romanelor și povestirilor sale polițiste.

## Originile, copilăria și educația

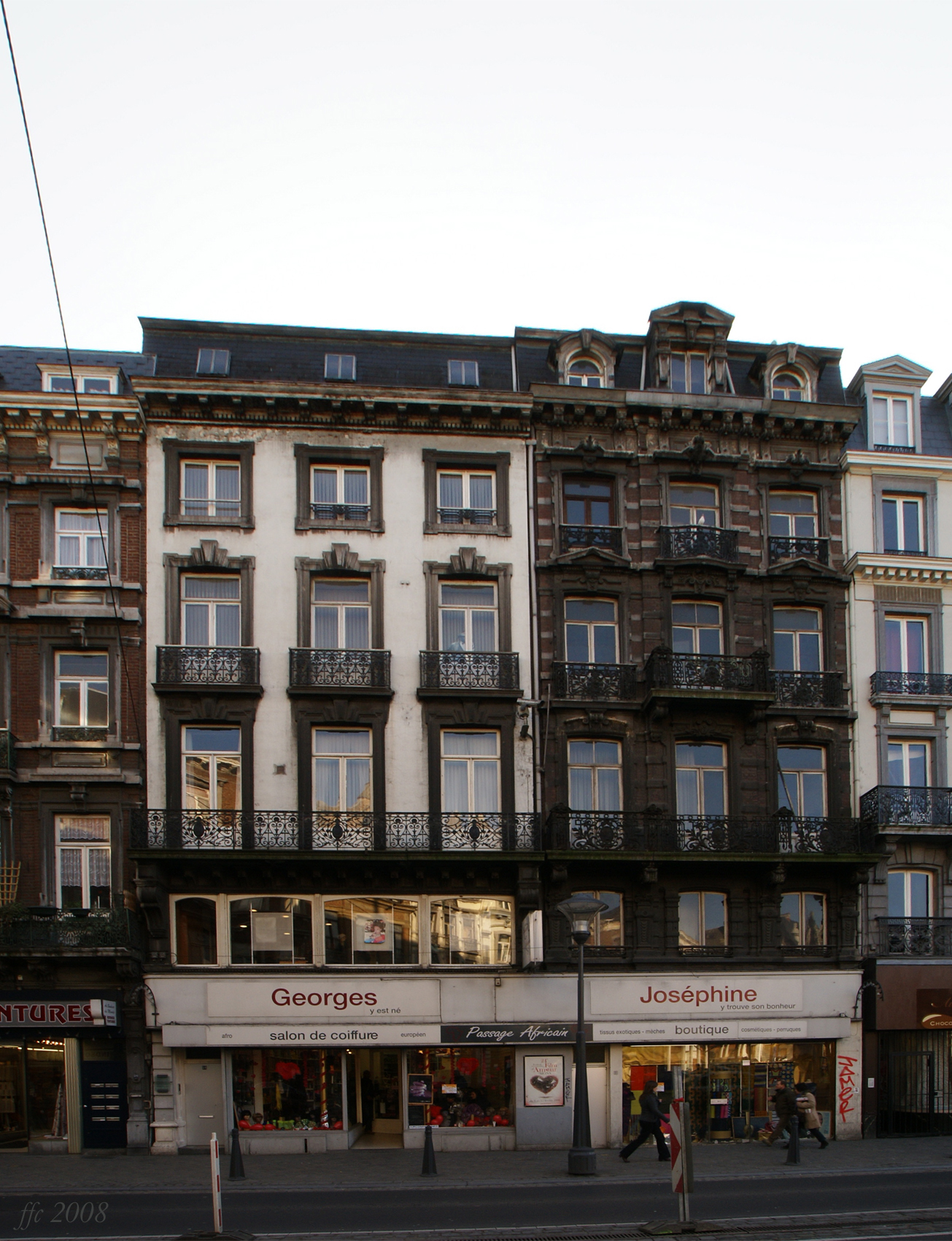
Casa în care s-a născut Georges Simenon de pe Rue Léopold 26

Georges Simenon s-a născut pe strada Leopold nr. 26, în prezent nr. 24, din Liège, fiind fiul lui Désiré Simenon și al soției acestuia, Henriette. Désiré era contabilul unei companii de asigurări și se căsătorise cu Henriette în luna aprilie a anului 1902. Deși s-a născut pe 13 februarie, din motive de superstiție, nașterea scriitorului a fost înregistrată pe 12. Acest fapt este amintit în romanul Pedigree.
Familia Simenon își are originile în vechea regiune Limbourg din estul Belgiei, familia mamei lui Simenon fiind, de asemenea, din această provincie, dar din partea sa olandeză. Printre persoanele din trecutul familiei se numără Gabriel Brühl, un jefuitor din Limbourg-ul anilor 1720-1743, care a sfârșit prin spânzurătoare. Din această cauză Simenon folosește numele de Brühl destul de des în romanele sale.

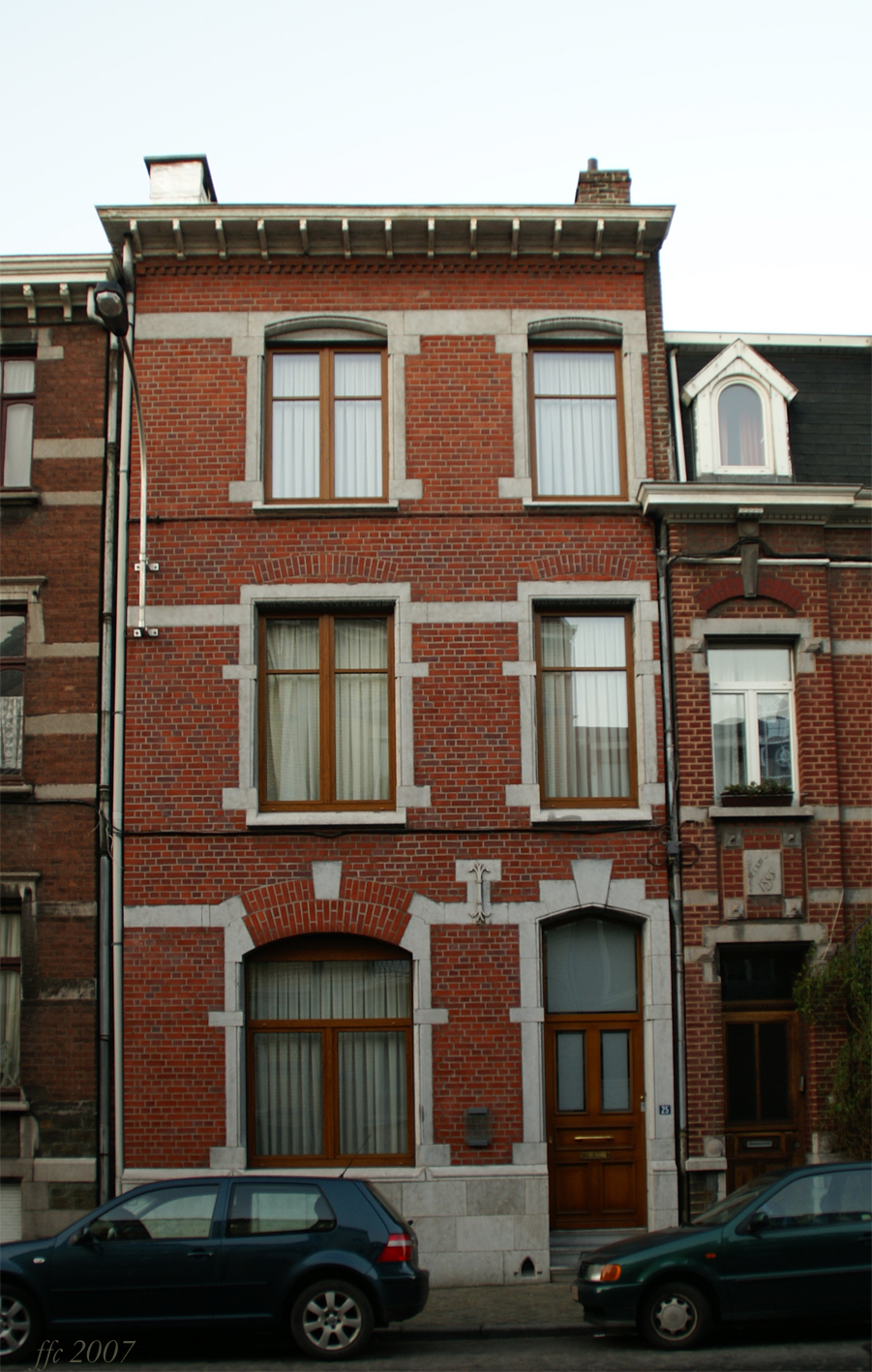
Domiciliul familiei Simenon din 1905 până în 1911 de pe Rue Pasteur 3, acum Rue Georges Simenon 25

În aprilie 1905, la doi ani după nașterea lui Simenon, familia s-a mutat în vecinătatea orașului Outremeuse, pe rue Pasteur nr. 3 (acum strada Georges Simenon, nr. 25). În septembrie 1906 s-a născut al doilea copil al familiei Simenon, care a devenit fiul preferat al Henriettei, fapt ce l-a influențat negativ pe micul Georges. Mai târziu, în februarie 1911, familia s-a mutat din nou, de această dată pe rue de la Loi, tot în Otremeuse. În această nouă și mai spațioasă casă, familia a decis să primească chiriași. Printre cei care de-a lungul timpului s-au perindat prin casa Simenon se aflau ucenici și studenți de diferite naționalități ce i-au înfățișat micului Georges o parte din diversitatea lumii. Acest lucru a influențat romanele sale, în special Pedigree și Le Locataire.
La vârsta de 3 ani, Simenon a învățat să citească la grădinița Saint-Julienne. Apoi, între 1908 și 1914, a urmat Institutul Saint-André. În septembrie 1914, la puțin timp după izbucnirea Primului Război Mondial, și-a început studiile la Colegiul Saint-Louis, un liceu iezuit.
În februarie 1917, familia Simenon s-a mutat într-o fostă clădire a poștei din vecinătatea orașului Amercoeur, pentru ca în iunie 1919 să revină în Otremeuse, de data aceasta pe rue l'Enseignement.
Folosind boala de inimă a tatălui său ca pretext, Simenon a decis să-și încheie studiile în iunie 1918, nemaisusținând examenele de sfârșit de an ale Colegiului Saint-Louis. Ulterior a obținut câteva slujbe minore și de ocazie.

## Începuturile carierei
În ianuarie 1919, la 16 ani, Georges Simenon își găsește o slujbă la Gazette de Liège, un ziar condus de Joseph Demarteau. Deși rolul său de redactor la acest ziar consta în editarea câtorva articole fără prea multă importanță, acest loc de muncă i-a conferit posibilitatea de a explora o varietate de teme ca: politica, comerțul sau, mai important, criminalitatea orașului, studiind oarecum tehnicile polițienești ale criminologului Edmond Locard. Perioada petrecută de Simenon la Gazette l-a acomodat pe acesta cu arta scrisului constant și spontan. În această perioadă Georges Simenon a redactat mai mult de 150 de articole sub numele de G. Sim.
Primul roman al lui Simenon, Au Pont des Arches a fost scris în iunie 1919 și publicat în 1921 sub pseudonimul G. Sim. De asemenea, între noiembrie 1919 și decembrie 1922 au văzut lumina tiparului mai mult de 800 de piese umoristice ale tânărului scriitor.
Timpul liber și-l petrecea în această perioadă frecventând diverse localuri de noapte. Oamenii cu care obișnuia să se întâlnească variau de la anarhiști sau artiști până la viitori criminali (trei), care în cele din urmă au apărut în romanul Les trois crimes de mes amis. Afară de aceste interacțiuni amalgamate, scriitorul s-a apropiat de un grup de cântăreți cunoscut ca La Caque. Chiar dacă nu s-a implicat în munca lor, el a cunoscut-o prin aceștia pe viitoarea sa soție, Régine Renchon.

## În Franța, 1922-1945
Désiré Simenon a murit în 1922, iar acest eveniment a constituit o ocazie pentru ca fiul său să se mute la Paris, împreună cu Régine Renchon (de aici înainte purtând numele de Tigy), locuind în arondismentul 17, nu departe de Boulevard des Batignolles. În scurt timp s-a familiarizat cu metropola, cu bistrourile sale, cu hotelurile de mâna a doua, cu barurile, și cu restaurantele. Mai important, însă, este faptul că a cunoscut clasa muncitoare pariziană. Scriind sub diferite pseudonime, creativitatea a început să-i aducă dividende.

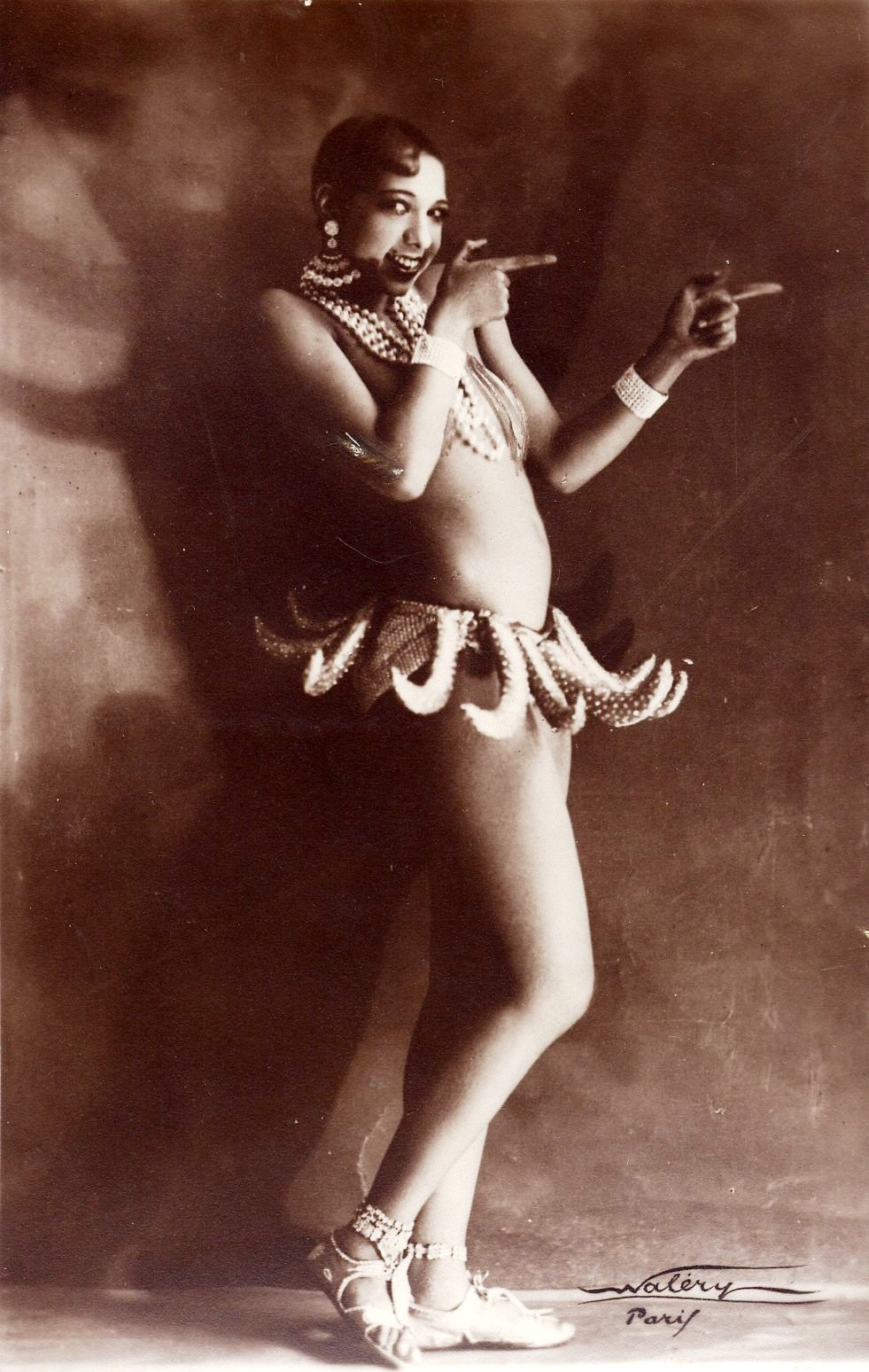
Josephine Baker în 1927

Georges și Tigy s-au întors pentru puțin timp la Liège în martie 1923 ca să se căsătorească. În ciuda educației catolice primite, Simenon nu era un credincios. Tigy venea dintr-o familie cu totul nereligioasă. Totuși, mama lui Simenon a insistat să se facă și o cununie religioasă, forțând-o astfel pe Tigy să se catolicească. De asemenea, viitorii copii ai cuplului vor fi botezați după tradiția catolică. Mariajul cu Tigy nu i-a interzis lui Georges să aibă relații extraconjugale cu numeroase femei, poate cea mai faimoasă dintre ele fiind Josephine Baker.
O însărcinare l-a trimis pe Simenon într-o lungă excursie pe mare, acesta prinzând gustul marinăritului. În 1929 el și-a procurat o ambarcațiune pe care a denumit-o Ostrogoth. Simenon, Tigy, bucătarul lor, menajera Henriette Liberge și câinele Olaf și-au petrecut timpul la bordul acestei nave, călătorind prin sistemul de canale al Franței. Henriette, cunoscută ca Boule a ajuns amanta lui Simenon în următoarele decenii și a rămas apropiată familiei, făcând aproape parte din aceasta.
În 1930, cel mai faimos personaj creat de Simenon, comisarul Maigret, și-a făcut pentru prima oară apariția într-o povestire din Detective, scrisă la cererea lui Joseph Kessel.
Anul 1932 este cel în care scriitorul călătorește intens, alcătuind rapoarte în Africa, Europa de Est, Turcia și Uniunea Sovietică. O călătorie în jurul lumii a urmat în anii 1934-1935.
Între 1932 și 1936, Simenon, Tigy și Boule au locuit în La Richardière, un conac din Marsilly, departamentul Charente-Maritime, construcție datând din secolul XVI. Această locuință este evocată în romanul Le Testament Donadieu. La începutul anului 1938 Simenon închiriază vila Agnès din La Rochelle, iar mai apoi cumpără o fermă în Nieul-sur-Mer (tot în departamentul Charente-Maritime), unde singurul său copil cu Tigy, Marc, se naște în 1939.
În timpul Celui de-al Doilea Război Mondial Simenon a locuit în Vendée. Orientarea politică a scriitorului în această perioadă este o adevărată controversă. Unii mărturisesc că l-au considerat colaborator cu germanii, pe de altă parte însă, alții dintre cei ce l-au cunoscut afirmă că era un om apolitic, poate doar oportunist, dar nu colaborator. Această confuzie este accentuată de unele evenimente petrecute în timpul războiului. Cel mai relevant este faptul că a fost denunțat de niște fermieri locali ca fiind în legături cu naziștii. În același timp însă, Gestapo l-a suspectat de a fi evreu din cauza asemănării numelui "Simenon" cu "Simon". În orice caz, la sfârșitul războiului, Simenon a fost pus sub investigație pentru că negociase drepturile de adaptare a cărților sale cu niște studiouri germane. În 1950 a primit sentința de a nu avea voie să publice vreo lucrare nouă timp de cinci ani. Această decizie însă, a fost ținută secret și nu a avut prea mare efect.
Activitatea literară a lui Simenon din timpul războiului nu este de neglijat, în această perioadă apărând o serie de lucrări importante ale scriitorului, printre care Le Testament Donadieu, Le Voyageur de la Toussaint sau Le Cercle des Mahé.
De asemenea, el ține corespondențe importante, de reținut fiind cea cu André Gide.
Tot la începutul anilor '40, Simenon a fost speriat de un doctor care l-a fals-diagnosticat cu o serioasă boală de inimă(o reminiscență de la tatăl său), dându-i doar câteva luni de trăit. În același timp, Tigy ia în final cunoștință de relația soțului său cu Boule. Cei doi rămân căsătoriți doar cu numele până în 1949 și, în ciuda protestelor lui Tigy, Boule rămâne în familie.
Cu toate ambiguitățile din timpul războiului, orașul La Rochelle a numit în cele din urmă o stradă după numele scriitorului în 1989. Simenon era însă prea bolnav atunci pentru a lua parte la ceremonie. Oricum, în 2003, fiul său Johnny a participat la un alt eveniment ținut în onoarea tatălui său.

## În Statele Unite și Canada, 1945-1955
Simenon a scăpat de interogatoriul din Franța, iar în 1945 a plecat, împreună cu Tigy și Marc, în America de Nord. A petrecut câteva luni în Quebec, Canada, la nord de Montreal, în Domaine L'Esterel (Ste-Marguerite du Lac Masson). În această perioadă a scris trei romane (unul dintre acestea fiind Trei dormitoare în Manhattan). Boule nu a putut fi împreună cu familia din cauza vizei.
În anii petrecuți în Statele Unite, Simenon a vizitat regulat New York-ul. Împreună cu familia a făcut multe călătorii cu mașina, plimbându-se din Maine în Florida, iar mai apoi spre vest, ajungând până în California. A locuit pentru scurt timp pe Insula Anna Maria, de lângă Bradenton, Florida, înainte de a închiria o casă în Nogales, Arizona, unde Boule a reușit să revină, întârziat, în compania sa. Romanul The Bottom of the Bottle este influențat de șederea scriitorului în Nogales.
Deși fermecat de deșert, Simenon decide să părăsească Arizona, și după o scurtă ședere în California, s-a stabilit într-o casă mare, Shadow Rock Farm, în Lakeville, Connecticut. Acest oraș reprezintă fundalul romanului La Mort de Belle din 1952.
În timp ce în Statele Unite Simenon, fiul său Marc și Boule au învățat cu destulă ușurință limba engleză, Tigy avea mari probleme din acest punct de vedere și tânjea la întoarcerea în Europa.
Între timp, Simenon o cunoscuse pe Denyse Ouimet, o femeie cu șaptesprezece ani mai tânără decât el. Denyse, originară din Montreal, l-a întâlnit pe Simenon la New York în 1945 (urma să-i fie secretară) și au început o relație de multe ori tumultuoasă și nefericită. După soluționarea a numeroase dificultăți legale, Simenon și Tigy au divorțat în 1949. Scriitorul s-a căsătorit apoi cu Denyse la Reno, Nevada în 1950 cu care a avut în cele din urmă trei copii: Johnny (născut în 1949), Marie-Jo (născută în 1953) și Pierre (născut în 1959). Conform acordului de divorț, Tigy a continuat să stea aproape de Simenon și de Marc, înțelegere care a continuat până când s-au întors cu toții în Europa în 1955.
În 1952 Simenon a făcut o vizită în Belgia, unde a fost făcut membru al Académie Royale de Belgique. Deși nu a mai domiciliat în Belgia după 1922, a rămas cetățean belgian pentru tot restul vieții.

## Întoarcerea în Europa, 1955-1989

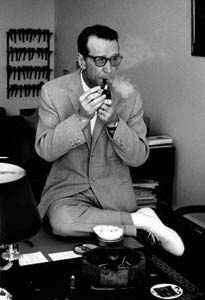
Georges Simenon în 1963

Simenon s-a întors împreună cu familia în Europa în 1955, mai întâi locuind în Franța (mai ales pe Coasta de Azur), apoi stabilindu-se în Elveția. După ce a locuit într-o casă închiriată din Echandens, el a cumpărat o proprietate în Epalinges, la nord de Lausanne, unde a construit o casă enormă.
Simenon și Denyse Ouimet s-au separat definitiv în 1964. Teresa, care fusese angajată ca menajeră în 1961, era încă de atunci într-o relație cu scriitorul și i-a rămas alături pentru tot restul vieții.
Fiica lui Simenon Marie-Jo s-a sinucis la Paris în 1978, la vârsta de 25 de ani, un eveniment care a întristat ultimii ani de viață ai scriitorului.
Filmul-documentar 'The Mirror of Maigret' (Maigret în oglindă), regizat și produs de John Goldschmidt a fost filmat la vila lui Simenon din Lausanne și este un profil al omului, bazat pe dialogul confesional cu un psiholog specializat în criminalitate. Filmul a fost realizat pentru "ATV" și difuzat în Marea Britanie pe "ITV Network" în 1981.
Simenon a suferit o intervenție chirurgicală pentru o tumoră pe creier în 1984 și a avut o recuperare bună. În anii ulteriori sănătatea sa s-a înrăutățit. A dat ultimul interviu televizat în decembrie 1988.
Georges Simenon a murit în somn din cauze naturale în noaptea de 3 septembrie sau dimineața de 4 septembrie 1989 la Lausanne.

## Opera
Simenon este unul dintre cei mai prolifici scriitori ai secolului douăzeci, capabil de a scrie câte 60-80 de pagini pe zi. Opera sa cuprinde aproape 200 de romane, peste 150 de nuvele, câteva lucrări autobiografice și numeroase articole scrise sub mai mult de două duzini de pseudonime. În total, cam 550 de milioane de copii ale lucrărilor sale au fost tipărite.
El este cunoscut în principal pentru cele 75 de romane și 28 de povestiri avându-l ca protagonist pe comisarul Maigret. Primul roman din această serie, Pietr-le-Letton (Pietr letonul), a apărut în 1931; ultimul, Maigret et M. Charles (Maigret și domnul Charles), a fost publicat în 1972. Romanele din seria Maigret au fost traduse în toate limbile importante ale lumii, iar câteva dintre acestea au fost adaptate pentru film sau radio. Două serii de televiziune (1960-63 și 1992-93) au fost realizate în Marea Britanie și o serie în Franța (1991-2005) cu actorul Bruno Cremer.
Apogeul talentului creativ al lui Georges Simenon a fost atins în perioada în care scriitorul a locuit în Statele Unite, iar câteva dintre romanele scrise atunci sunt inspirate din contextul respectiv: Trois chambres à Manhattan (Trei dormitoare în Manhattan) (1946), Maigret à New York (Maigret la New York) (1947), Maigret se fâche (Maigret se înfurie) (1947).
Simenon a scris de asemenea foarte multe "romane psihologice", ca de exemplu The Strangers in the House (1940), La neige était sale (1948) sau Le fils (1957). Opera sa mai cuprinde de asemenea și câteva romane autobiografice, printre care Je me souviens (1945), Pedigree (1948) sau Mémoires intimes (1981).
În 1966 Simenon a primit cea mai mare distincție a MWA, Grand Master Award.
În 2003 colecția La Pléiade (sursă de inspirație pentru Library of America) a inclus 21 dintre romanele lui Simenon în două volume. Criteriile de selecție ale romanelor și notele adiționale îi au ca autori pe specialiștii în opera lui Simenon Jacques Dubois, președintele "Centrului de studii asupra operei literare a lui Georges Simenon" de la Université de Liège și pe asistentul său, Benoît Denis.
În 2005 scriitorul a fost nominalizat pentru titlul de De Grootste Belg / Le plus grand Belge ("Cel mai Mare Belgian") în două emisiuni TV separate. În versiunea flamandă a terminat pe locul 77, iar în cea valonă pe locul 10.
În România, editura Polirom, Iași a început din 2004 să editeze integral seria de romane și povestiri polițiste avându-l ca protagonist pe comisarul Maigret, într-o colecție numită Seria Maigret.

### Seria Maigret
| Monsieur Gallet, décédé - 1931 Le Pendu de Saint-Pholien - 1931 Le Charretier de la Providence - 1931 Le Chien jaune - 1931 Pietr le Letton - 1931 La Nuit du carrefour - 1931 Un crime en Hollande - 1931 Au Rendez-vous des Terre-Neuvas - 1931 La Tête d’un homme - 1931 La Danseuse du Gai-Moulin - 1931 La Guinguette à deux sous - 1932 L’Ombre chinoise - 1932 L’Affaire Saint-Fiacre - 1932 Chez les Flamands - 1932 Le Fou de Bergerac - 1932 Le Port des brumes - 1932 Liberty-Bar - 1932 L’Écluse n° 1 - 1933 Maigret - 1934 Mademoiselle Berthe et son amant - 1938 Tempête sur la Manche - 1938 Le Notaire du Châteauneuf - 1938 L’Improbable Monsieur Owen - 1938 Ceux du Grand Café - 1938 L’Étoile du Nord - 1938 L’Auberge aux Noyés - 1938 Stan le Tueur - 1938 La vieille dame de Bayeux - 1939 L’amoureux de Madame Maigret - 1939 Menaces de mort - 1942 Cécile est morte - 1942 Les Caves du Majestic - 1942 La Maison du juge - 1942 Signé Picpus - 1944 L’Inspecteur Cadavre - 1944 Félicie est là - 1944 La Péniche aux deux pendus - 1944 L’Affaire du boulevard Beaumarchais - 1944 La Fenêtre ouverte - 1944 Monsieur Lundi - 1944 Jeumont, 51 minutes d’arrêt - 1944 Peine de mort - 1944 Les Larmes de bougie - 1944 Rue Pigalle - 1944 Une erreur de Maigret - 1944 Maigret se fâche - 1947 La Pipe de Maigret - 1947 Maigret à New York - 1947 Maigret et l’Inspecteur Malchanceux Mai târziu: Maigret et l’Inspecteur Magracieux - 1947 Le Témoignage de l’enfant de chœur - 1947 Le Client le plus obstiné du monde - 1947 On ne tue pas les pauvres types - 1947 | Maigret et son mort - 1948 Les Vacances de Maigret - 1948 La première enquête de Maigret - 1949 Mon ami Maigret - 1949 Maigret chez le coroner - 1949 Maigret et la vieille dame - 1950 L’Amie de Mme Maigret - 1950 L’Homme dans la rue - 1950 Vente à la bougie - 1950 Les Mémoires de Maigret - 1951 Un Noël de Maigret - 1951 Maigret au Picratt’s - 1951 Maigret en meublé - 1951 Maigret et la Grande-Perche - 1951 Maigret, Lognon et les gangsters - 1952 Le Revolver de Maigret - 1952 Maigret et l’homme du banc - 1953 Maigret a peur - 1953 Maigret se trompe - 1953 Maigret à l’école - 1954 Cazul Louise Laboine (Maigret et la jeune morte - 1954 Maigret chez le ministre - 1954 Maigret et le corps sans tête - 1955 Maigret tend un piège - 1955 Un échec de Maigret - 1956 Maigret s’amuse - 1957 Maigret voyage - 1957 Les Scrupules de Maigret - 1958 Maigret et les témoins récalcitrants - 1959 Une confidence de Maigret - 1959 Maigret aux assises - 1960 Maigret et les vieillards - 1960 Maigret et le voleur paresseux - 1961 Maigret et les braves gens - 1962 Maigret et le client du samedi - 1962 Maigret et le clochard - 1963 La Colère de Maigret - 1963 Maigret și fantoma (Maigret et le fantôme) - 1963 Maigret se défend - 1964 La Patience de Maigret - 1965 Maigret et l’affaire Nahour - 1967 Le Voleur de Maigret - 1967 Maigret à Vichy - 1968 Maigret hésite - 1968 L’Ami d’enfance de Maigret - 1968 Maigret et le tueur - 1969 Maigret et le marchand de vin - 1969 La Folle de Maigret - 1970 Maigret et l’homme tout seul - 1971 Maigret et l’indicateur - 1971 Maigret et monsieur Charles - 1972 |

### Alte scrieri
| - Le Passager du Polarlys (1930) - La Folle d'Itteville (1931) - Le Relais d’Alsace (1931) - La Maison du canal (1933) - Les Fiançailles de M. Hire (1933) - Le Coup de lune (1933) - Le Haut Mal (1933) - Omul din Londra (L'Homme de Londres, 1934) - Le locataire (1934) - L’Assassin (1935) - Les Pitards (1935) - Les Clients d'Avrenos (1935) - Quartier nègre (1935) - Ceux de la Soif (1935) - 45° à l'ombre (1936) - Les Demoiselles de Concarneau (1936) - L'Évadé (1936) - Le Testament Donadieu (1936) - L'Homme qui regardait passer les trains (1938) - La Marie du port (1938) - Le Bourgmestre de Furnes (1938) - Les Sœurs Lacroix (1938) - Les Trois Crimes de mes amis (1938) - Les Rescapés du Télémaque (1938) - Le Coup de vague (1939) - Les Inconnus dans la maison (1940) - La Vérité sur Bébé Donge (1940) - Malempin (1940) - Les Rapports du gendarme (1941) - Le Voyageur de la Toussaint (1941) - 1942 Văduva Couderc (La Veuve Couderc) - Le Fils Cardinaud (1943) - L’Aîné des Ferchaux (1943) - La Révolte du canari (1944) - Le Deuil de Fonsine (1945) - Madame Quatre et ses enfants (1945) - Le Cercle des Mahé (1945) - La Maison des sept jeunes filles (1945) - La Fuite de monsieur Monde (1945) - Trois chambres à Manhattan (1946) - Un certain monsieur Berquin (1946) - L'Escale de Buenaventura (1946) - Les Petits Cochons sans queue (1946) | - Le Petit Restaurant des Ternes (1947) - Le Petit Tailleur et le Chapelier (1947) - Le Clan des Ostendais (1947) - Au bout du rouleau (1947) - Lettre à mon juge (1947) - Le Destin des Malou (1947) - La Jument perdue (1948) - La neige était sale (1948) - Le Cas Maletras (1948) - Pedigree (1948) - Les Fantômes du chapelier (1949) - Le Temps d’Anaïs (1950) - Les Volets verts (1950) - Un nouveau dans la ville (1950) - Sept petites croix dans un carnet (1950) - La Mort de Belle (1951) - Antoine et Julie (1952) - Feux rouges (1953) - Le Grand Lot (1953) - L'Horloger d'Everton (1954) - Le Grand Bob (1954) - Le Châle de Marie Dudon (1954) - 1954 Vaporul lui Emil (Le Bateau d'Émile) - En cas de malheur (1956) - Le Fils (1957) - Antoine (1957) - Les Frères Rico (1957) - Strip-tease (1957) - Le Président (1957) - Le Passage de la ligne (1958) - Dimanche (1958) - La Vieille (1959) - Betty (1960) - Les Noces de Poitiers (1960) - Les Autres (1961) - 1961 Trenul (Le Train) - Les Anneaux de Bicêtre (1962) - Le Petit Saint (1964) - La Chambre Bleue (1964) - Le Train de Venise (1965) - La Mort d’Auguste (1966) - Le Riche Homme (1970) - Le Petit Homme d'Arkhangelsk (1956) - Novembre (1969) - Les Innocents (1972) |